# Murrelektronik
Murrelektronik – niemieckie przedsiębiorstwo produkcyjne specjalizujące się w branży automatyki przemysłowej, założone w 1975 roku przez Franza Hafnera w Oppenweiler. Oferuje ono m.in. kompleksowe rozwiązania systemowe w zakresie pomiarów, sterowania i regulacji maszyn, instalacji przemysłowych oraz urządzeń sterujących. Obecnie Murrelektronik jest obecny w 50 krajach, w tym od 2007 w Polsce. Polski oddział firmy posiada formę spółki z ograniczoną odpowiedzialnością z siedzibą w Katowicach, na al. Roździeńskiego 188h.
Centrum logistyczne Murrelektronik mieści się w głównej siedzibie spółki, w Oppenweiler (Niemcy).
Wytwarzanie odbywa się natomiast w czterech zakładach produkcyjnych:
- w Oppenweiler – linie montażowe do produkcji systemów sieciowych, modułów interfejsu oraz układów scalonych w technologii THT i SMD.
- w Stolbergu (Góry Harzu) – produkcja wtyczek i konektorów do szaf rozdzielczych i urządzeń automatyki przemysłowej.
- w Stod (Czechy, od 1999, największa fabryka zatrudniająca 700 pracowników) – moduły przeciwzakłóceniowe i filtrujące, elementy techniki sterowania, systemów rozdzielczych, transformatory i zasilacze[4].
- w Szanghaju (Chiny) – konektory i zasilacze.

Murrelektronik oferuje rozwiązania należące do czterech głównych grup produktowych:
- Elektronika w szafie sterowniczej – komponenty zapewniające optymalne zasilanie w instalacjach maszyn i urządzeń: zasilacze, moduły buforowe i redundantne, filtry przeciwzakłóceniowe, inteligentne systemy zasilania, optoizolatory, przekaźniki, transformatory.
- Interfejsy – kompleksowe rozwiązania: systemy sieciowe, systemy oświetleniowe, złącza hybrydowe, gniazda szaf sterowniczych.
- Systemy I/O – łączenie czujników i urządzeń wykonawczych instalacji ze sterowaniem: moduły kompaktowe, moduły komunikacyjne, systemy magistrali, moduły pasywne.
- Technologia połączeniowa – przewody, wtyczki, adaptery, trójniki, konektory do czujników i urządzeń wykonawczych, klucze dynamometryczne.

Produkty Murrelektronik znajdują zastosowanie w wielu branżach i gałęziach przemysłu, takich jak budowa maszyn i instalacji, montaż i technika przenoszenia, przemysł spożywczy, motoryzacja, magazynowanie oraz logistyka.